# Lehn (Solingen)
Lehn ist eine Hofschaft im Solinger Stadtteil Mitte.

## Geographie
Lehn liegt auf einem Höhenrücken sowie am Südhang des Lochbachtals im Westen des Solinger Stadtteils und Stadtbezirks Mitte. Im Norden und im Westen ist die Hofschaft von der Kleingartenanlage Lehner Berg umgeben. In westlicher Richtung führt die nach dem Ort benannte Lehner Straße in das Dültgenstal, im Norden liegt Eigen. Außerdem liegt westlich von Lehn der Kleinenberg. Im Osten und Süden wird die Hofschaft durch die zur Kraftfahrstraße ausgebaute Landesstraße 141n (L 141n/Viehbachtalstraße) begrenzt. Südlich bzw. südwestlich liegen Dingshaus und Obengönrath. Auf der anderen Seite der Viehbachtalstraße liegen der Busbetriebshof der Stadtwerke Solingen sowie das Müllheizkraftwerk Solingen.

## Etymologie
Der etymologische Hintergrund des Hofschaftsnamens liegt im mittelalterlichen Lehnswesen begründet. Lehn (von mhd. lêhen) bedeutet Lehngut, also ein Gut, für das der Besitzer, der es bewirtschaftete, dem Eigentümer gegenüber an Verpflichtungen gebunden war (wie etwa der Zahlung von Abgaben). Einen Gegensatz dazu bildeten Eigengüter wie Eigen auf der anderen Seite des Lochbachs.

## Geschichte
Die Hofschaft Lehn ist eine der ältesten Bauernhöfe im Einflussgebiet des oberen Lochbachtals. Sie war bereits vor 1213 vorhanden, als in Urkunden erstmals ein Frowin de Lene erwähnt wird. 1488 wird der Hof als zom Leen urkundlich erwähnt. Der Hof ist im Jahre 1715 in der Karte Topographia Ducatus Montani, Blatt Amt Solingen, von Erich Philipp Ploennies mit einer Hofstelle verzeichnet und bereits als Lehn benannt. Er gehörte zur Honschaft Scheid innerhalb des Amtes Solingen. Die Topographische Aufnahme der Rheinlande von 1824 verzeichnet den Ort als zum Lehn und die Preußische Uraufnahme von 1844 als Lehn. In der Topographischen Karte des Regierungsbezirks Düsseldorf von 1871 ist der Ort als Lehn verzeichnet.
Nach Gründung der Mairien und späteren Bürgermeistereien Anfang des 19. Jahrhunderts gehörte Lehn zur Bürgermeisterei Wald. 1815/16 lebten 117, im Jahr 1830 132 Menschen im als Weiler bezeichneten zum Lehn. 1832 war der Ort Teil der Zweiten Dorfhonschaft innerhalb der Bürgermeisterei Wald, dort lag er in der Flur V. (Wald). Der nach der Statistik und Topographie des Regierungsbezirks Düsseldorf als Hofstadt kategorisierte Ort besaß zu dieser Zeit ein öffentliches Gebäude, 27 Wohnhäuser und 23 landwirtschaftliche Gebäude. Zu dieser Zeit lebten 131 Einwohner im Ort, davon 34 katholischen und 97 evangelischen Bekenntnisses. Die Gemeinde- und Gutbezirksstatistik der Rheinprovinz führt den Ort 1871 mit 41 Wohnhäusern und 215 Einwohnern auf. Im Gemeindelexikon für die Provinz Rheinland von 1888 werden für Demmeltrath 40 Wohnhäuser mit 258 Einwohnern angegeben. 1895 besitzt der Ortsteil 43 Wohnhäuser mit 206 Einwohnern, 1905 werden 41 Wohnhäuser und 222 Einwohner angegeben.
Mit der Städtevereinigung zu Groß-Solingen im Jahre 1929 wurde Lehn ein Ortsteil Solingens. Als einer der wenigen tatsächlich realisierten Abschnitte der geplanten Autobahn 54 entstand am Ende der 1970er Jahre auf dem Teilstück An der Gemarke bis Mangenberg eine vierspurige Kraftfahrstraße durch das Viehbachtal. Dieses Teilstück der als L 141n gewidmeten Viehbachtalstraße wurde am 31. August 1979 dem Verkehr übergeben. Nach zahlreichen Anwohnerbeschwerden über zu viel Lärm wurden im Folgejahr einige Maßnahmen für einen verbesserten Lärmschutz eingeleitet. Der Weiterbau der Viehbachtalstraße zwischen Mangenberg und dem Frankfurter Damm an Lehn vorbei erfolgte bis 1981. Ein weiterer Ausbau erfolgte jedoch nicht; die A 54 wurde nie fertiggestellt.:55

Seit dem Jahre 1984 steht von den historischen Fachwerkhäusern in Lehn das Gebäude Lehn 5 unter Denkmalschutz. Die historische Brunnenanlage Lehner Pött am Rande des Ortes ist seit 1992 in die Liste der Bodendenkmäler in Solingen eingetragen.

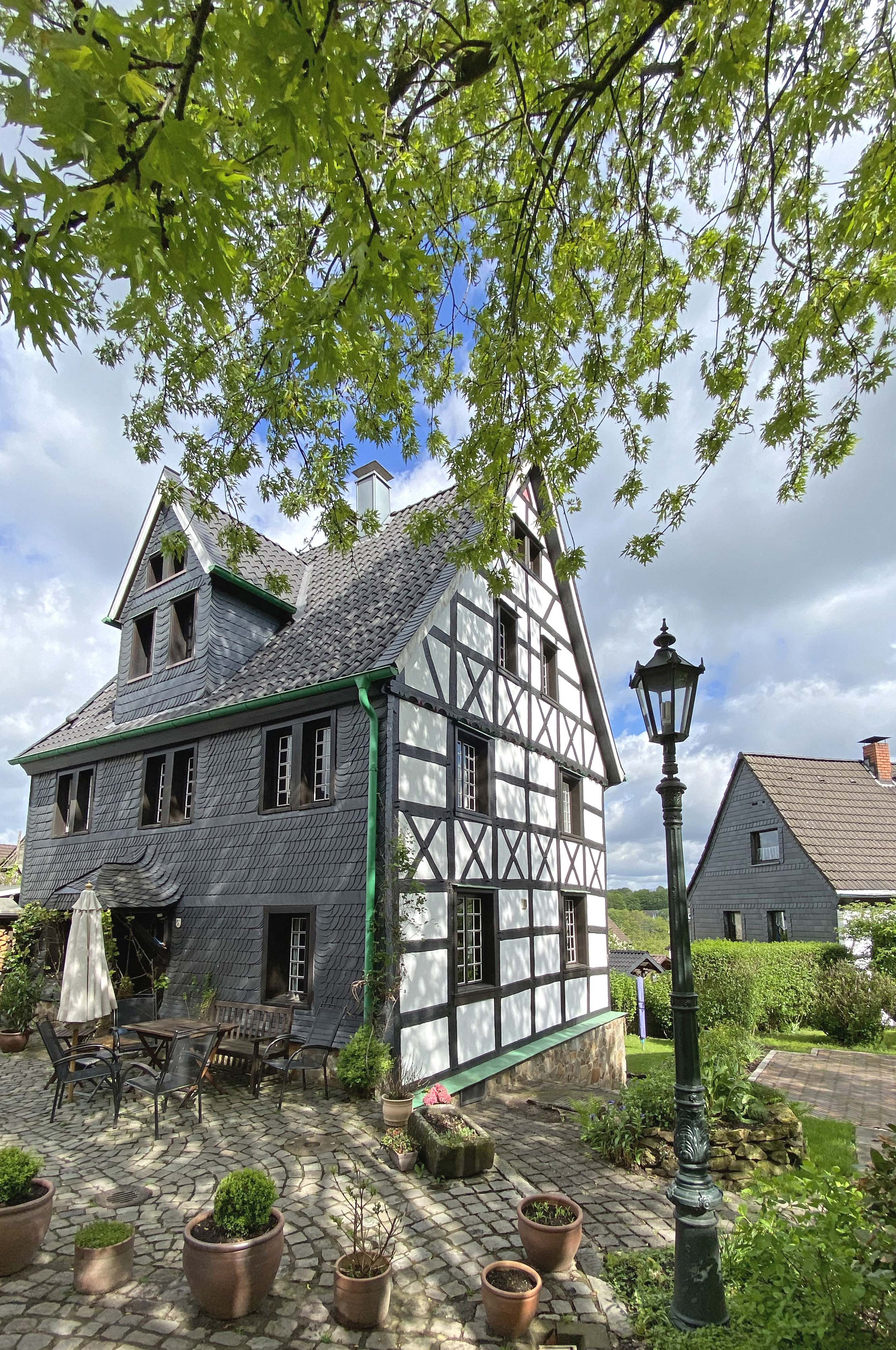
Baudenkmal Lehn 5
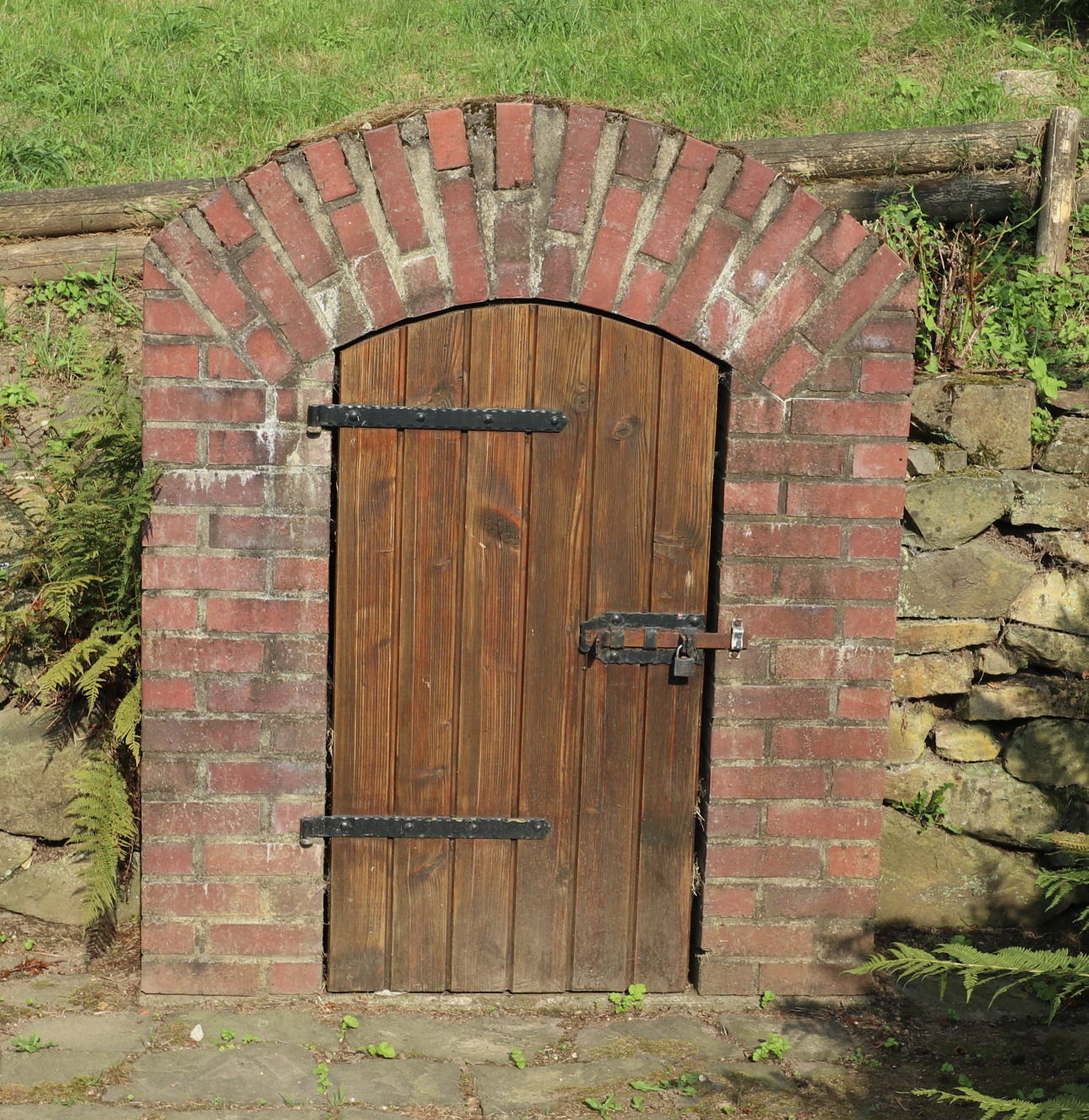
Lehner Pött
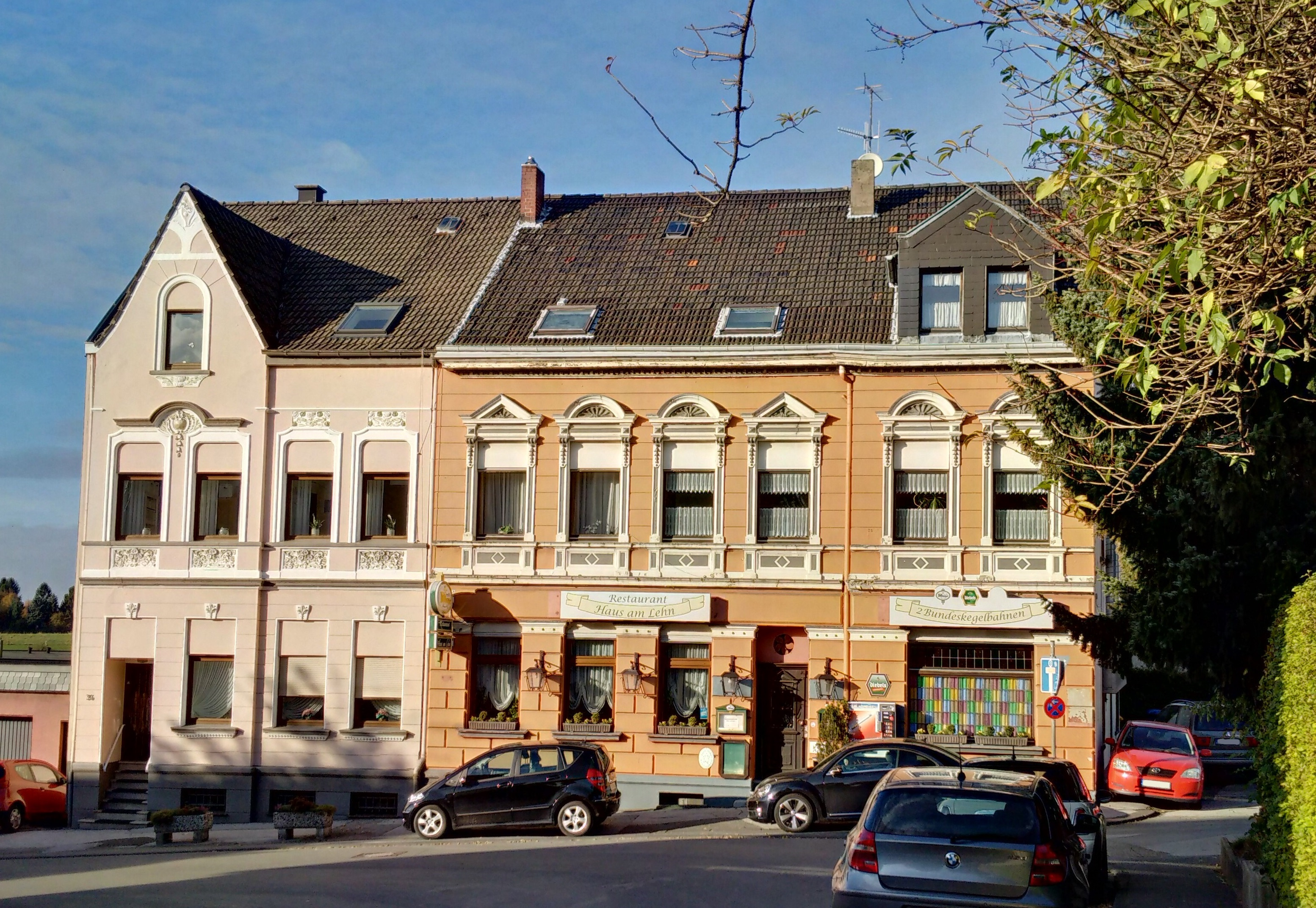
Gründerzeit am Lehn
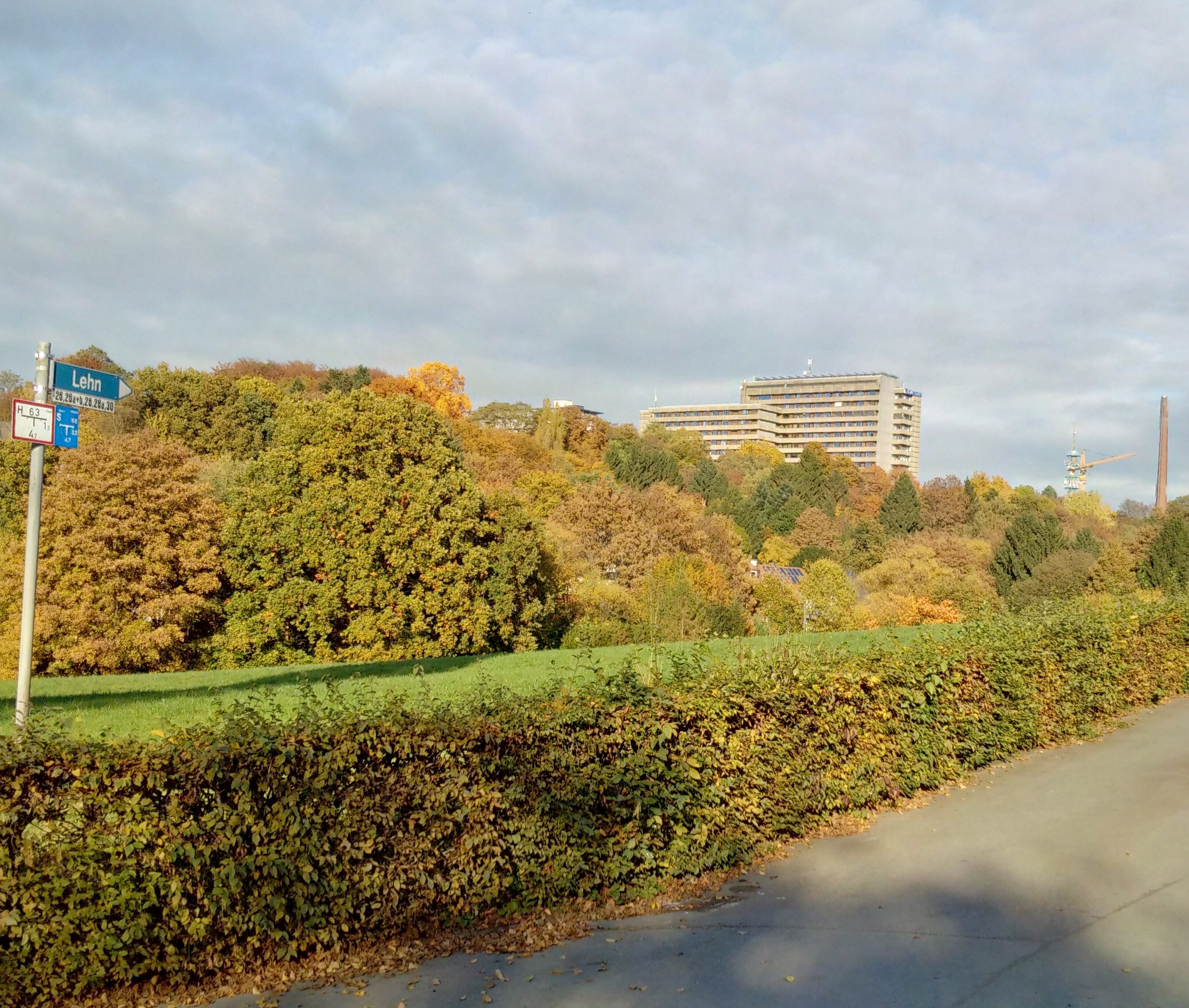
Blick von Lehn zum Städtischen Klinikum